# Polystachya stuhlmannii
Polystachya stuhlmannii är en orkidéart som beskrevs av Friedrich Fritz Wilhelm Ludwig Kraenzlin. Polystachya stuhlmannii ingår i släktet Polystachya och familjen orkidéer. Inga underarter finns listade i Catalogue of Life.